# Застава особа са инвалидитетом
Застава особа са инвалидитетом, застава поноса инвалидитетом, застава превазилажења или застава права особа са инвалидитетом је  стег, барјак или парче је тканине, правоугаоног облика и вишебојно, која се качи на јарбол или други погодни држач, или стоји на столу на посебним постољима или висити са носача под углом од 45 степени, која се користи  у сврху идентификације  особе са инвалидитетом. 
Поводом Међународног дана инвалидности, ова застава која је званично уручена 2017. године европском седишту Уједињених нација, 3. децембра, исте године прихваћена је акламацијом свих представника америчког континента током пленарне скупштине овог тела одржане у Перуу.

## Творац
Идејни творац заставе је млади плесач из Валенсије Ерос Ресио који је 2017. године, ово обележје инвалидности представио Уједињеним нацијама.
Како група инвалида једина у свету није имала овај општи идентификациони симбол, млади Валенсијанац, је после месеци рада начинио скицу заставе која је изабрана за застави оисба са инвалидитетом и регистрована у Регистру интелектуалне својине.

## Изглед
Ова застава има три хоризонталне траке у златној сребрној и бронзаној боји које представљају три главна облика инвалидитета: 
- физички,
- ментални
- сензорни

## Намена
Застава особа са инвалидитетом намењена је општој употреби, а посебно истицању на догађајима усредсређеним на особе са инвалидитетом. Најчешће је коришћена у оквиру обележавања Међународног дана особа са инвалидитетом.